# Episodi de I Simpson (quindicesima stagione)
La quindicesima stagione de I Simpson (serie di produzione FABF) è andata originariamente in onda negli Stati Uniti dal 2 novembre 2003 al 23 maggio 2004.
La stagione comprende cinque episodi della serie di produzione EABF, relativa alla precedente stagione.
In Italia dieci episodi sono stati trasmessi su Italia 1 dal 23 maggio al 3 giugno del 2005, mentre gli altri dodici sono andati in onda dal 17 ottobre al 2 novembre, sempre sullo stesso canale.
Il 31 ottobre e il 9 novembre 2016 gli episodi La paura fa novanta XIV e Alla faccia della bandiera sono stati rispettivamente replicati per la prima volta rimasterizzati in 16:9 e in alta definizione, mentre dal 25 novembre al 9 dicembre 2016 anche i restanti episodi della stagione sono stati replicati, sempre per la prima volta, rimasterizzati in 16:9 e in alta definizione, ad eccezione di Tutti più buoni a Natale, trasmesso il 24 dicembre 2016.
Dal 3 dicembre 2012 è in vendita il cofanetto contenente la quindicesima stagione completa.
| N° | Codice di produzione | Titolo italiano                                                  | Titolo originale                                                  | Prima TV USA     | Prima TV Italia |
| -- | -------------------- | ---------------------------------------------------------------- | ----------------------------------------------------------------- | ---------------- | --------------- |
| 1  | EABF21               | La paura fa novanta XIV                                          | Treehouse of Horror XIV                                           | 2 novembre 2003  | 31 ottobre 2005 |
| 2  | EABF18               | Mia madre la fuggiasca                                           | My Mother the Carjacker                                           | 9 novembre 2003  | 26 ottobre 2005 |
| 3  | EABF20               | Il presidente indossa le perle                                   | The President Wore Pearls                                         | 16 novembre 2003 | 23 maggio 2005  |
| 4  | EABF22               | Lunga sfiga alla regina                                          | The Regina Monologues                                             | 23 novembre 2003 | 24 maggio 2005  |
| 5  | EABF19               | Il panzoso e il peloso                                           | The Fat and the Furriest                                          | 30 novembre 2003 | 25 maggio 2005  |
| 6  | FABF01               | Oggi sono un clown                                               | Today I Am a Clown                                                | 7 dicembre 2003  | 26 maggio 2005  |
| 7  | FABF02               | Tutti più buoni a Natale                                         | 'Tis the Fifteenth Season                                         | 14 dicembre 2003 | 25 ottobre 2005 |
| 8  | FABF03               | Marge contro single, anziani, coppie senza figli, teenager e gay | Marge vs. Singles, Seniors, Childless Couples and Teens, and Gays | 4 gennaio 2004   | 26 maggio 2005  |
| 9  | FABF04               | Robot-Homer                                                      | I, (Annoyed Grunt)-Bot                                            | 11 gennaio 2004  | 30 maggio 2005  |
| 10 | FABF05               | Incertezze di una casalinga arrabbiata                           | Diatribe of a Mad Housewife                                       | 25 gennaio 2004  | 31 maggio 2005  |
| 11 | FABF06               | Il tour storico di Marge                                         | Margical History Tour                                             | 8 febbraio 2004  | 1 giugno 2005   |
| 12 | FABF07               | Milhouse non vive più qui                                        | Milhouse Doesn't Live Here Anymore                                | 15 febbraio 2004 | 2 giugno 2005   |
| 13 | FABF09               | Intelligente & super intelligente                                | Smart and Smarter                                                 | 22 febbraio 2004 | 27 ottobre 2005 |
| 14 | FABF08               | Lo Ziff che venne a cena                                         | The Ziff Who Came to Dinner                                       | 14 marzo 2004    | 28 ottobre 2005 |
| 15 | FABF10               | Fatti e assuefatti                                               | Co-Dependent's Day                                                | 21 marzo 2004    | 3 giugno 2005   |
| 16 | FABF11               | I due fuggitivi                                                  | The Wandering Juvie                                               | 28 marzo 2004    | 2 novembre 2005 |
| 17 | FABF12               | Il mio grosso grasso matrimonio sgangherato                      | My Big Fat Geek Wedding                                           | 18 aprile 2004   | 17 ottobre 2005 |
| 18 | FABF14               | Prova a prenderli                                                | Catch 'Em if You Can                                              | 25 aprile 2004   | 18 ottobre 2005 |
| 19 | FABF15               | Chi di spada ferisce, di torta perisce                           | Simple Simpson                                                    | 2 maggio 2004    | 19 ottobre 2005 |
| 20 | FABF13               | Come non eravamo                                                 | The Way We Weren't                                                | 9 maggio 2004    | 20 ottobre 2005 |
| 21 | FABF17               | Alla faccia della bandiera                                       | Bart-Mangled Banner                                               | 16 maggio 2004   | 21 ottobre 2005 |
| 22 | FABF18               | Impero mediatico Burns                                           | Fraudcast News                                                    | 23 maggio 2004   | 24 ottobre 2005 |

## La paura fa novanta XIV
- Sceneggiatura: John Swartzwelder
- Regia: Steven Dean Moore
- Messa in onda originale: 2 novembre 2003
- Messa in onda italiana: 31 ottobre 2005

Tre storie di Halloween, introdotte da Bart e Lisa vestiti da Charlie Brown e Lucy van Pelt che iniziano a litigare:
- La morte impazzita (Reaper Madness)
Homer uccide la Morte, venuto a prendere Bart e deve assumerne il ruolo. Dopo un primo periodo di "divertimento", però Homer scopre che Marge è sulla lista delle sue vittime ed entra in conflitto con il proprio ruolo alla fine inganna Dio dandogli Patty con attaccati i capelli di Marge
- Frinkenstein (Frinkenstein)
Il professor Frink riporta in vita suo padre, con il quale ha sempre avuto un rapporto conflittuale. Il padre del professore però inizia a uccidere i cittadini di Springfield per ottenere un corpo e un cervello perfetto. Alla fine durante la premiazione al premio Nobel di Frink il padre lo perdona ma inizia a prendere i cervello del pubblico molto intelligente. Frink però lo uccide con un calcio nell'osso sacro ma rimarrà in vita in una scatola che può contenere le anime inventata da Frink stesso.
- Fermate il mondo, voglio scherzare (Stop the World, I Want to Goof Off)
Bart e Milhouse comprano un orologio capace di fermare il tempo e iniziano a fare scherzi a tutta Springfield. Quando ci si rende conto che sono loro i responsabili degli strani accadimenti, i due bambini fermano il tempo per farla franca, ma rompono l'orologio, rimanendo intrappolati in una Springfield immobile. Riusciranno ad aggiustare l'orologio 15 anni dopo incastrando Martin anche se Lisa lo aveva capito subito.
- Guest star: Jerry Lewis (voce del professor John Frink Sr.), Jennifer Garner (voce di se stessa), Óscar de la Hoya (voce di se stesso), Dudley Hershbach (voce di se stesso), Michele Foresta (voce del professor John Frink Sr. nella versione italiana)
- Frase alla lavagna: assente
- Gag del divano: assente

## Mia madre la fuggiasca
- Sceneggiatura: Michael Price
- Regia: Nancy Kruse
- Messa in onda originale: 9 novembre 2003
- Messa in onda italiana: 26 ottobre 2005

Mona Simpson ritorna a casa dai suoi cari, dopo essere stata scagionata da tutte le accuse a suo carico. Tuttavia Montgomery Burns riesce a farla nuovamente arrestare per un errore burocratico. Per salvare la madre, Homer assalta il pullman della polizia che la sta trasportando in carcere. Mona fa scendere Homer e le altre detenute dal pullman e dopo una rocambolesca fuga, finisce in un precipizio. Tuttavia, la madre riuscirà nuovamente a salvarsi in extremis, ad insaputa del figlio, che però, grazie a un messaggio subliminale di un giornale, scopre che sua madre è ancora viva (infatti, a fine episodio, si scopre che si è lanciata fuori dal pullman poco prima della caduta, e subito dopo riceve un passaggio da due persone).
- Guest star: Glenn Close (voce di Mona Simpson)
- Frase alla lavagna: assente
- Gag del divano: la famiglia Simpson, dopo essersi seduta sul divano, inizia a invecchiare e a trasformarsi in cenere.

## Il presidente indossa le perle
- Sceneggiatura: Dana Gould
- Regia: Mike B. Anderson
- Messa in onda originale: 16 novembre 2003
- Messa in onda italiana: 23 maggio 2005

Lisa viene eletta rappresentante degli studenti della scuola elementare di Springfield. La bambina però si lascia corrompere dal potere e diventa una pedina nelle mani del direttore Skinner che a sua insaputa le fa firmare una mozione per eliminare dal programma scolastico le materie extracurricolari, ovvero ginnastica, arte e musica. Lisa cerca di opporsi con uno sciopero generale degli studenti, ma Skinner fa in modo che la bambina lasci il proprio incarico, facendola trasferire a un prestigioso istituto privato, che però Homer rifiuta, perché è troppo lontano da casa. Nel finale, dei sottotitoli spiegano che la Scuola ripristinerà le materie mancanti eliminando i vaccini anti-influenzali e vendendo sigarette sciolte. L'episodio è ispirato al musical Evita.
- Guest star: Michael Moore (voce di se stesso)
- Frase alla lavagna: assente
- Gag del divano: una foto che rappresenta la famiglia Simpson si sviluppa sul divano.

## Lunga sfiga alla regina
- Sceneggiatura: John Swartzwelder
- Regia: Mark Kirkland
- Messa in onda originale: 23 novembre 2003
- Messa in onda italiana: 24 maggio 2005

Dopo aver guadagnato grazie a una banconota circa 3000 dollari allestendo un museo nella casa sull'albero, Bart porta la propria famiglia a Londra. Durante il viaggio Bart e Lisa iniziano a mangiare molti dolci e Homer, per uscire da una rotatoria, tampona la carrozza della Regina, venendo arrestato nonno Simpson rincontra una sua vecchia fiamma di gioventù, dalla quale scopre aver avuto una figlia. Nel frattempo Lisa scopre un tunnel segreto nella cella di Homer che però porta alla camera della Regina, nella quale Homer si ritrova faccia a faccia con essa, ma grazie a lui, i Simpson vengono fatti rimpatriare, senza ulteriori problemi, a patto che si riportino negli Stati Uniti la cantante Madonna.
- Guest star: Tony Blair (voce di se stesso), Ian McKellen (voce di se stesso), J. K. Rowling (voce di se stessa), Jane Leeves (voce di Edwina), Evan Marriott (voce di se stesso)
- Frase alla lavagna: assente
- Gag del divano: sul muro è presente una pressa che dà forma alla plastilina. Quando questa esce prende la forma dei componenti della famiglia Simpson.

## Il panzoso e il peloso
- Sceneggiatura: Joel H. Cohen
- Regia: Matthew Nastuk
- Messa in onda originale: 30 novembre 2003
- Messa in onda italiana: 25 maggio 2005

Mentre si trova alla discarica Homer viene assalito da un orso. La scena viene ripresa da un video-amatore e trasmesso sul telegiornale locale, ed Homer diventa lo zimbello della città. Traumatizzato e ferito nell'orgoglio, Homer decide di affrontare le sue paure e ritorna dall'orso, scoprendo che l'animale ha addosso un apparecchio, messo da un cacciatore che gli provoca scosse elettriche e grandi dolori. Dopo averlo liberato, Homer diventa grande amico dell'animale, e lo aiuta a fuggire dalla battuta di caccia partita per uccidere l'orso.
- Guest star: Charles Napier (voce di Grant Connor)
- Frase alla lavagna: assente
- Gag del divano: in una parodia della sigla del telefilm Get Smart, Homer attraverso diverse porte raggiunge una cabina telefonica, compone un numero di telefono che lo fa cadere sopra il divano, dove si trovano già seduti gli altri componenti della famiglia.

## Oggi sono un clown
- Sceneggiatura: Joel H. Cohen
- Regia: Nancy Kruse
- Messa in onda originale: 7 dicembre 2003
- Messa in onda italiana: 26 maggio 2005

Krusty il clown scopre di non essere tecnicamente un ebreo in quanto non ha mai celebrato il bar mitzvah. Per tale ragione, Krusty decide di lasciare temporaneamente la televisione per dedicarsi alla sua religione, organizzando alla fine uno spettacolare bar mitzvah in diretta televisiva. Homer prende il posto di Krusty, mettendo su un talk show, "politicamente scorretto", che però perde miseramente ascolti quando su suggerimento di Lisa, Homer decide di affrontare argomenti impegnati.
- Guest star: Jackie Mason (voce del rabbino Hyman Krustofski), Mr. T (voce di se stesso)
- Frase alla lavagna: Essere sopra i quaranta e single non è divertente
- Gag del divano: i Simpson, grazie a dei pali, scendono nella Batcaverna e ognuno dei componenti è travestito come i protagonisti della serie televisiva di Batman: Homer è Batman, Marge è Catwoman, Maggie e Lisa sono Batgirl e Bart è Robin.

## Tutti più buoni a Natale
- Sceneggiatura: Michael Price
- Regia: Steven Dean Moore
- Messa in onda originale: 14 dicembre 2003
- Messa in onda italiana: 25 ottobre 2005

Dopo aver speso tutti i soldi messi da parte per i regali di Natale in un unico oggetto per se stesso, Homer si rende conto di quanto sia egoista e decide di cambiare, diventando agli occhi dei cittadini un uomo generoso e altruista. Tuttavia Ned Flanders diventa terribilmente geloso e cerca di sembrare un uomo migliore di Homer. Fraintendendo un consiglio di Lisa, Homer deruba tutti i cittadini dei regali di Natale. Quando questi lo scoprono cercano di fargliela pagare cara, ma alla fine Homer e Ned si alleano per far capire a tutti il vero significato del Natale.
- Guest star: assente
- Frase alla lavagna: assente
- Gag del divano: i Simpson sono vestiti da personaggi dei cartoni animati giapponesi: Homer è Ultraman, Bart è Astro Boy, Marge è Pretty Jane, Lisa è Sailor Moon e Maggie è Pikachu.

## Marge contro single, anziani, coppie senza figli, teenager e gay
- Sceneggiatura: Michael Price
- Regia: Steven Dean Moore
- Messa in onda originale: 4 gennaio 2004
- Messa in onda italiana: 27 maggio 2005

Maggie inizia a seguire lo show di Roofie, un cantante che fa musica per bambini. Durante una puntata, Roofie annuncia un concerto dal vivo a Springfield. Un temporale improvviso guasta l'atmosfera dell'evento: i bambini diventano irrequieti e distruggono l'area facendo danni da un milione di dollari. Durante l'assemblea cittadina, un gruppo di single, anziani, coppie senza figli, teenager e omosessuali, capitanati da Lindsey Naegle, si coalizza per protestare contro i privilegi accordati alle famiglie con figli, incluse le tasse che tutti devono pagare per l'istruzione pubblica, proponendo una mozione di legge. Marge diventa invece l'oppositrice principale del gruppo contro le famiglie e grazie all'aiuto di Bart, Lisa e degli altri bambini di Springfield riesce a boicottare i votanti, facendo in modo che la mozione non passi.
- Guest star: assente
- Frase alla lavagna: assente
- Gag del divano: i Simpson si siedono sul divano, ma vengono lanciati dei coltelli sopra le loro teste che si fermano sul muro. Homer prova a prendere una ciotola con le patatine, ma arriva un altro coltello vicino alla sua mano che lo blocca.

## Robot-Homer
- Sceneggiatura: Dan Greaney e Allen Glazier
- Regia: Lauren MacMullan
- Messa in onda originale: 11 gennaio 2004
- Messa in onda italiana: 30 maggio 2005

Homer vuole che Bart sia orgoglioso di lui, così costruisce un robot da far gareggiare a un torneo televisivo di combattimenti fra robot. In realtà il robot costruito da Homer è un mero involucro, mosso da sé stesso che si trova al suo interno. Quando scopre la verità, Bart non rimane deluso, poiché si rende conto di quanto il padre abbia faticato pur di renderlo orgoglioso. Nel frattempo, il dottor Hibbert investe accidentalmente Palla di Neve II, così Lisa adotta altri due gatti, Palla di Neve III e Coltrane ma entrambi muoiono, rispettivamente per annegamento e caduta. Alla fine la "gattara" getta addosso a Lisa uno dei suoi gatti che scampa miracolosamente a un investimento. Lisa, essendo il micio uguale al secondo felino, decide di chiamarlo appunto Palla di Neve II e far finta che non sia accaduto niente.
- Guest star: assente
- Frase alla lavagna: assente
- Gag del divano: al posto del divano c'è una torta e sopra di essa vengono poste delle guarnizioni uguali ai componenti della famiglia Simpson.

## Incertezze di una casalinga arrabbiata
- Sceneggiatura: Robin J. Stein
- Regia: Mark Kirkland
- Messa in onda originale: 25 gennaio 2004
- Messa in onda italiana: 31 maggio 2005

Mentre Homer si licenzia dalla centrale nucleare per lavorare come ambulanziere, Marge scrive e pubblica un romanzo che diventa in breve tempo un best seller, che tutti hanno letto meno che Homer. Il romanzo di Marge è basato sui personaggi di Homer e Ned, ma mentre quest'ultimo fa la parte dell'eroe romantico e coraggioso, Homer nel romanzo è un buzzurro violento, che la moglie tradisce. Quando Homer si rende conto di cosa parla effettivamente in romanzo affronta Ned Flanders per avere consigli sul modo di comportarsi.
- Guest star: Tom Clancy (voce di se stesso), Mary-Kate e Ashley Olsen (voci di se stesse), Thomas Pynchon (voce di se stesso)
- Frase alla lavagna: assente
- Gag del divano: le teste dei Simpson escono da una torta posizionata nel salotto e Homer alla fine prende un morso di questa.

## Il tour storico di Marge
- Sceneggiatura: Brian Kelley
- Regia: Mike B. Anderson
- Messa in onda originale: 8 febbraio 2004
- Messa in onda italiana: 1º giugno 2005

Marge racconta a Bart, Lisa e Milhouse le vicende di tre personaggi storici:
- Enrico VIII
Homer, nei panni di Enrico VIII, istituisce il divorzio e continua a cambiare moglie allo scopo di ottenere un erede maschio.
- Lewis e Clark e Sacagawea
Lisa nei panni dell'indiana Sacajawea, accompagna i coloni Meriwether Lewis e William Clark (interpretati da Lenny e Carl) nelle terre selvagge dell'America.
- Mozart e Salieri
Bart nei panni di Mozart è un compositore di grande talento, osannato dal pubblico, ma boicottato dalla sorella invidiosa Salieri (Lisa).
- Guest star: assente
- Frase alla lavagna: assente
- Gag del divano: nel salotto c'è un forno a microonde e al suo interno viene messo un vassoio. Una volta acceso il forno i Simpson crescono e prendono forma durante la cottura.

## Milhouse non vive più qui
- Sceneggiatura: Julie Chambers e David Chambers
- Regia: Matthew Nastuk
- Messa in onda originale: 15 febbraio 2004
- Messa in onda italiana: 2 giugno 2005

Milhouse si trasferisce a Capital City con la madre, e Bart sentendosi solo, inizia a passare molto più tempo con la sorella Lisa, di modo che i due iniziano a volersi molto bene. Quando Milhouse però torna a Springfield, Bart è contento, mentre Lisa ci rimane molto male e si sente offesa, ma alla fine il fratello riuscirà a farsi perdonare. Intanto Homer mendica per le strade per poter comprare un regalo di anniversario alla moglie, ma quando lei scopre in che modo il marito ha comprato i suoi regali, lo sgrida, ma decide di tenere ugualmente i preziosi che le sono stati regalati, dicendo che li userà solo per certe serate.
- Guest star: Nick Bakay (voce di Salem), William Daniels (voce di KITT), Isabel Sanford (voce di se stessa), Dick Tufeld (voce del Robot B-9)
- Frase alla lavagna: assente
- Gag del divano: nel salotto c'è un recinto e un giardiniere mette dei semi che, una volta innaffiati, danno forma alla famiglia Simpson.

## Intelligente & super intelligente
- Sceneggiatura: Carolyn Omine
- Regia: Steven Dean Moore
- Messa in onda originale: 22 febbraio 2004
- Messa in onda italiana: 27 ottobre 2005

Durante i test di ingresso a una scuola per bambini dotati, si scopre che Maggie ha un quoziente intellettivo più alto di quello di Lisa, che diventa fortemente gelosa. Non riuscendo più a trovare una propria identità, Lisa scappa di casa e si rifugia al museo scientifico. Giunti al museo per ritrovarla, Homer, Marge e Bart rimangono intrappolati nella gigantesca ricostruzione del corpo umano. A salvarli sarà proprio Maggie, grazie all'aiuto di Lisa. Alla fine si scoprirà che i test di intelligenza di Maggie sono stati falsati dai suggerimenti involontari di Lisa, e pertanto la bimba, pur particolarmente dotata, si scoprirà non essere più intelligente della sorella maggiore.
- Guest star: Simon Cowell (voce di Henry)
- Frase alla lavagna: assente
- Gag del divano: sopra al divano è presente un nastro trasportatore come quello presente nelle lavanderie che, facendo scorrere i vestiti, fa arrivare i componenti della famiglia Simpson, ognuno all'interno di una busta, davanti alla TV.

## Lo Ziff che venne a cena
- Sceneggiatura: Deb Lacusta e Dan Castellaneta
- Regia: Nancy Kruse
- Messa in onda originale: 14 marzo 2004
- Messa in onda italiana: 28 ottobre 2005

I Simpson scoprono che in seguito al fallimento della propria azienda, Artie Ziff sta vivendo nella loro soffitta. Nonostante i precedenti, Homer e Marge decidono di dare ospitalità ad Artie che invece tradirà Homer, facendo cadere su di lui la responsabilità dei debiti della propria azienda e facendolo finire in carcere. Sarà grazie all'involontaria intercessione di Selma Bouvier, andata a letto con lui, che Artie Ziff avrà una crisi di coscienza facendo liberare Homer e prendendosi le proprie responsabilità.
- Guest star: Jon Lovitz (Voce di Artie Ziff), Scottie Pippen
- Frase alla lavagna: Non speculerò sul passato caliente della prof
- Gag del divano: dall'inquadratura dei Simpson seduti sul divano, sulle note di Così parlò Zarathustra, la camera allarga l'immagine, inquadrando prima la Terra, poi il sistema solare, la Via Lattea e altre galassie, che si trasformano in atomi, poi allargando ancora l'inquadratura si vedono le molecole, poi le cellule e infine l'immagine ritorna sui Simpson seduti sul divano.

## Fatti e assuefatti
- Sceneggiatura: Matt Warburton
- Regia: Bob Anderson
- Messa in onda originale: 21 marzo 2004
- Messa in onda italiana: 3 giugno 2005

Homer e Marge diventano assuefatti alle ubriacature di vino, passando molto più tempo insieme e allacciando un rapporto molto più stretto e complice del normale. Tuttavia quando i due fanno un incidente stradale, Homer, per non essere arrestato, fa cadere la responsabilità dell'accaduto sulla moglie, che viene quindi chiusa in un centro di disintossicazione dall'alcol. Homer confessa tutto a Marge, che delusa e irata ricomincia a bere, ma rendendosi conto che bere da sola non le piace, capisce che ciò che più le piaceva era stare con Homer, e decide di perdonare il marito. Intanto Bart e Lisa esprimono la propria delusione per il suo ultimo film al regista Randall Curtis (una parodia di George Lucas).
- Guest star: i Brave Combo (voci di se stessi)
- Frase alla lavagna: assente
- Gag del divano: la famiglia Simpson, dopo essersi seduta sul divano, inizia a invecchiare e a trasformarsi in polvere.

## I due fuggitivi
- Sceneggiatura: John Frink e Don Payne
- Regia: Lauren MacMullan
- Messa in onda originale: 28 marzo 2004
- Messa in onda italiana: 2 novembre 2005

Dopo aver organizzato una colossale truffa "matrimoniale", Bart viene rinchiuso in una prigione minorile. Qui conosce Gina, adolescente problematica e invidiosa della famiglia di Bart, che trascina il ragazzo nel suo piano di evasione dal carcere. I fuggitivi vengono inseguiti dalla polizia che alla fine riesce a prenderli e infliggere loro una pena maggiore della precedente. Tuttavia in preda a una crisi di coscienza, Gina scagiona Bart, che per riconoscenza nei confronti della ragazza, fa in modo di organizzare la cena del ringraziamento nella cella di Gina.
- Guest star: Sarah Michelle Gellar (voce di Gina Vendetti) e Charles Napier (voce della guardia)
- Frase alla lavagna: assente
- Gag del divano: una foto che rappresenta la famiglia Simpson si sviluppa sul divano.

## Il mio grosso grasso matrimonio sgangherato
- Sceneggiatura: Kevin Curran
- Regia: Mark Kirkland
- Messa in onda originale: 18 aprile 2004
- Messa in onda italiana: 17 ottobre 2005

Dopo aver scoperto che Seymour Skinner, nonostante sia prossimo al matrimonio, non si sente pronto a sposarsi, Edna Caprapall pianta il futuro marito sull'altare. Skinner decide di riconquistare Edna, aiutato da Homer, ma scopre che la donna ha iniziato a frequentare l'uomo dei fumetti. Addirittura la Caprapall e l'uomo dei fumetti sono in procinto di celebrare un matrimonio in stile Star Trek, nel corso di una convention sui fumetti. Skinner tenta l'ultimo disperato tentativo, interrompendo le nozze e ingaggiando una rissa con l'uomo dei fumetti. Alla fine Edna decide di interrompere entrambe le relazioni, e non frequentare nessuno dei due contendenti.
- Guest star: Matt Groening (voce di se stesso)
- Frase alla lavagna: assente
- Gag del divano: sul muro è presente una pressa che dà forma alla plastilina. Quando questa esce prende la forma dei componenti della famiglia Simpson.

## Prova a prenderli
- Sceneggiatura: Ian Maxtone-Graham
- Regia: Matthew Nastuk
- Messa in onda originale: 25 aprile 2004
- Messa in onda italiana: 18 ottobre 2005

Homer e Marge stanno per partire alla volta di Dayton, per il compleanno di zio Tyrone, ma all'ultimo momento decidono di prendere il volo per Miami e concedersi una vacanza lontana dai figli. Quando Bart e Lisa li scoprono decidono di raggiungerli, aiutati dal nonno. Mentre il nonno viene adescato da un anziano gigolò omosessuale di nome Raoul, Bart e Lisa si mettono sulle tracce dei genitori, che scoperta la presenza dei figli si danno alla fuga. Ne seguirà un rocambolesco inseguimento che porterà i quattro sino ad Atlantic City. Alla fine Bart e Lisa, sentendosi in colpa, decideranno di concedere una tregua ai genitori. L'intera puntata è una parodia del film Prova a prendermi, del 2002. L'inseguimento dei genitori ad opera dei figli è fatta con un'animazione sullo stile della sigla dei primi 007.
- Guest star: assente
- Frase alla lavagna: assente
- Gag del divano: al posto del divano c'è una torta e sopra di essa vengono poste delle guarnizioni uguali ai componenti della famiglia Simpson.

## Chi di spada ferisce, di torta perisce
- Sceneggiatura: Jon Vitti
- Regia: Jim Reardon
- Messa in onda originale: 2 maggio 2004
- Messa in onda italiana: 19 ottobre 2005

Per difendere Lisa, umiliata dal ricco Texano durante una fiera di paese, Homer, precedentemente ammonito da Winchester, entra in scena indossando una maschera ricavata da un piatto da torta e scaraventa una torta in faccia all'uomo. Ottenendo l'approvazione della gente, Homer, all'oscuro di tutti, decide di continuare a impersonare l'"uomo torta" per difendere gli innocenti dalle angherie dei prepotenti. Tuttavia Montgomery Burns scopre l'identità dell'uomo torta, e costringe Homer a lavorare per i suoi scopi malefici. Tuttavia quando Burns ordina ad Homer di lanciare una torta in faccia al Dalai Lama, davanti agli occhi di sua figlia Lisa, Homer decide di ribellarsi e svela a tutti la sua identità. Nessuno pero gli crede, dato che il mito dell'Uomo Torta è stato alimentato fino all'inverosimile.
- Guest star: Nichelle Nichols (voce di se stessa)
- Frase alla lavagna: assente
- Gag del divano: i Simpson, grazie a dei pali, scendono nella Batcaverna e ognuno dei componenti è travestito come i protagonisti della serie televisiva di Batman: Homer è Batman, Marge è Catwoman, Maggie e Lisa sono Batgirl e Bart è Robin.

## Come non eravamo
- Sceneggiatura: J. Stewart Burns
- Regia: Mike B. Anderson
- Messa in onda originale: 9 maggio 2004
- Messa in onda italiana: 20 ottobre 2005

Homer confessa a Marge che il suo primo bacio non l'ha dato a lei, ma con una ragazza dai capelli bruni. Ma la moglie rivela che quella bambina era proprio lei. Homer spiega che non si era presentato al loro secondo appuntamento poiché, dopo che si erano scambiati il loro primo bacio, era caduto da un burrone ed era finito nei pressi di una scuola di dimagrimento. Scambiato per un ragazzo fuggito dalla scuola, fu costretto a rimanere dentro il centro e non ebbe il tempo di venire all'appuntamento. Alla fine Marge perdona Homer poiché quest'ultimo gli fa vedere di aver conservato la metà di una pietra a forma di cuore, pegno d'amore che si scambiarono all'epoca.
- Guest star: assente
- Frase alla lavagna: assente
- Gag del divano: i Simpson si siedono sul divano, ma vengono lanciati dei coltelli sopra le loro teste che si fermano sul muro. Homer prova a prendere una ciotola con le patatine, ma arriva un altro coltello vicino alla sua mano che lo blocca.

## Alla faccia della bandiera
- Sceneggiatura: John Frink
- Regia: Steven Dean Moore
- Messa in onda originale: 16 maggio 2004
- Messa in onda italiana: 21 ottobre 2005

Dopo un'iniezione del dr. Hibbert, Bart diventa temporaneamente sordo, il che lo rende indifferente a ogni tipo di bullismo da parte dei compagni di classe, ma che gli fa involontariamente profanare per sbaglio la bandiera degli Stati Uniti durante una partita di basket della scuola. Guarito l'udito, Bart, vergognoso e mortificato, non odia affatto gli Stati Uniti, e non era consapevole delle proprie azioni, perché era sordo. Ma i Simpson vengono quindi accusati di odiare gli Stati Uniti (anche se Bart e la sua famiglia non odiano affatto l'America) e invitati a una trasmissione televisiva tentano di esporre la propria versione dei fatti, ma finiscono per far passare il concetto che l'intera Springfield odia l'America. A quel punto il sindaco Quimby decide di cambiare il nome alla città in Libertyville e rendere tutto in città estremamente patriottico. Invece la famiglia Simpson viene arrestata e portata al “centro di rieducazione Ronald Reagan”, da cui riescono a evadere, scoprendo che in realtà si tratta di Alcatraz. Una volta liberi finiscono a Parigi da cui poi torneranno in America come immigrati.
- Guest star: assente
- Frase alla lavagna: assente
- Gag del divano: nel salotto c'è un forno a microonde e al suo interno viene messo un vassoio. Una volta acceso il forno i Simpson crescono e prendono forma durante la cottura.

## Impero mediatico Burns
- Sceneggiatura: Don Payne
- Regia: Bob Anderson
- Messa in onda originale: 23 maggio 2004
- Messa in onda italiana: 24 ottobre 2005

L'improvviso crollo di Masso Vegliardo, un profilo umano scolpito dalla natura nelle montagne di Springfield, seppellisce Montgomery Burns, il quale però, all'insaputa di tutti, riesce a sopravvivere. Credendolo morto, i giornali e le TV locali festeggiano la morte di Burns, e quando questi torna a casa e accende la televisione, scopre l'amara verità: tutti in città lo odiano.
A quel punto Burns decide di prendere possesso di tutti i media di Springfield, riuscendo così ad avere il completo controllo dell'informazione cittadina e dell'opinione pubblica. L'unico giornale fuori dal suo controllo è "Il vestitino rosso", rivista fondata da Lisa e diffusa gratuitamente fra i cittadini. Burns tenta dapprima di comprare il giornale di Lisa, cercando di convincerla offrendole in regalo tre bellissimi pony, ma dopo il rifiuto della ragazzina, tenta di sabotare il suo lavoro. Alla fine Lisa si rassegna e decide di abbandonare il suo ideale di informazione libera, ma scopre che, grazie a un articolo scritto da Homer, seguendo il suo esempio, ogni cittadino di Springfield ha deciso di scrivere e distribuire un proprio giornale.
- Guest star: assente
- Frase alla lavagna: assente
- Gag del divano: i Simpson sono vestiti da personaggi degli anime giapponesi: Homer è Ultraman, Bart è Astro Boy, Marge è Pretty Jane, Lisa è Sailor Moon mentre Maggie è Pikachu.